# Heinrich Benno Möschler
 Heinrich Benno Möschler (Herrnhut, 28 oktober 1831 - Kronförstchen (bij Bautzen), 21 november 1888) was een Duitse entomoloog en handelaar in vlinders, die gespecialiseerd was in vlinders. Möschler was lid van de Entomologische Vereniging van Szczecin. Zijn collecties uit Suriname en Puerto Rico bevinden zich in het Museum für Naturkunde in Berlijn. Zijn collectie van microvlinders bevindt zich in het Senckenberg Museum für Naturkunde in Görlitz.

## Publicaties
- (1876). Exotisches (Fortsetzung). Stettiner Entomologische Zeitung 37(7–9), 293–315.
- (1877). Beiträge zur Schmetterlings-Fauna von Surinam. Verh. zool.-bot. Ges. Wien 26: 293–352 Möschler, 1877: Beiträge zur Schmetterlings-Fauna von Surinam Verh. zool.-bot. Ges. Wien 26: 293-352
- (1878). Beiträge zur Schmetterlings-Fauna von Surinam. II. Verhandlungen der kaiserlich-königlichen zoologisch-botanischen Gesellschaft in Wien 27, 629-700.
- (1884). Beiträge zur Schmetterlings-fauna des Kaffernlandes. Verhandlungen der kk Zoologisch-Botanischen Gesellschaft in Wien, 33:267–310, pl.l
- (1887). Beiträge zur Schmetterlings-Fauna der Goldküste.
- (1890). Die Lepidopteren-Fauna der Insel Portorico. Abhandlungen der Senkenbergischen Naturforschenden Gesellschaft, 16 : 70–360, pl.1